# O.N.I.F.C.
O.N.I.F.C. (voluit Only Nigga In First Class) is het vierde studioalbum van de Amerikaanse rapper Wiz Khalifa. Het werd in december 2012 door Atlantic Records en Rostrum Records digitaal, op cd en op elpee uitgegeven. In de eerste week na de uitgave werden van O.N.I.F.C. meer dan 148.000 exemplaren verkocht, waardoor Khalifa de tweede plaats van de Amerikaanse hitlijst Billboard 200 bereikte.

## Critici
O.N.I.F.C kreeg gemixte reviews van muziek critici, en kreeg een gemiddelde score van 56 uit een max. score van 100 bij Metacritic

## Tracklist
| Nr. | Titel                                                         | Duur |
| --- | ------------------------------------------------------------- | ---- |
| 1.  | Intro                                                         | 0:40 |
| 2.  | Paperbond                                                     | 3:28 |
| 3.  | Bluffin' (met Berner)                                         | 5:32 |
| 4.  | Let It Go (met Akon)                                          | 4:18 |
| 5.  | The Bluff (met Cam'ron)                                       | 3:48 |
| 6.  | Work Hard, Play Hard                                          | 3:40 |
| 7.  | Got Everything (met Courtney Noelle)                          | 3:41 |
| 8.  | Fall Asleep                                                   | 3:48 |
| 9.  | Time                                                          | 3:56 |
| 10. | It's Nothin' (met 2 Chainz)                                   | 3:48 |
| 11. | Rise Above (met Pharrell Williams, Tuki Carter en Amber Rose) | 4:31 |
| 12. | Inititation (met LoLa Monroe)                                 | 4:29 |
| 13. | Up In It                                                      | 3:44 |
| 14. | No Limit                                                      | 9:27 |
| 15. | The Plan (met Juicy J)                                        | 4:54 |
| 16. | Remember You (met The Weeknd)                                 | 4:50 |
| 17. | Medicated (met Chevy Woods en Juicy J)                        | 5:30 |